# Lojze Krakar
Lojze Krakar, slovenski pesnik, prevajalec, urednik, literarni zgodovinar in esejist, * 21. februar 1926, Semič v Beli krajini, † 24. december 1995, Ljubljana.

## Življenje
Lojze Krakar je gimnazijo obiskoval v Novem mestu. Med vojno je bil še kot gimnazijec v italijanskih zaporih in nemških taboriščih. Po vojni je končal gimnazijo in leta 1954 diplomiral na Filozofski fakulteti v Ljubljani iz slavistike. Med letoma 1965 in 1975 je v okviru lektorata poučeval slovensko književnost in jezik na Univerzi J. W. Goetheja v Frankfurtu na Majni. Tam je leta 1970 doktoriral. Kasneje je bil profesor slovenske književnosti na Filozofski fakulteti v Zadru. Delal je kot urednik pri Tovarišu, Cicibanu, na RTV Slovenija in v Cankarjevi založbi. Nekaj časa je bil samostojni književnik. Prevajal je poljsko, srbohrvaško in nemško poezijo. Prevedel in uredil je antologiji Poljska lirika dvajsetega stoletja in Sodobna mongolska lirika in urejal zbirko Lirika pri Mladinski knjigi. Objavil je nekaj literarnozgodovinskih in komparativnih razprav in esejev. Lojze Krakar spada v prvo povojno pesniško generacijo, ki jo sestavljajo Janez Menart, Tone Pavček, Ciril Zlobec, Kajetan Kovič, Ivan Minatti, Ada Škerl, Jože Šmit, Peter Levec idr. V Krakarjev spomin potekajo v Semiču v mesecu februarju Krakarjevi dnevi. Tam je tudi Krakarjev muzej, pred katerim stoji njegov doprsni kip.

## Literarna zgodovina
Delo Goethe pri Slovencih (COBISS) je nastajalo od leta 1965, ko je poučeval na frankfurtski univerzi, do oktobra 1969, ko je bilo sprejeto in nato februarja 1970 zagovarjano kot doktorska disertacija. Še istega leta je izšlo v nemščini pod naslovom Goethe in Slovenien (COBISS) in nato leta 1972 tudi v slovenščini. Nemško izdajo je ocenil Boris Paternu (COBISS), slovensko pa Drago Rustja (COBISS).
V študijah, razpravah in esejih, zbranih v knjigah Prepletanja (1978) (COBISS) in Zmage in porazi pesnikov (1998) (COBISS), je Krakar obravnaval problematiko pesništva in prevajanja pesmi, pa tudi obdobja v evropski literarni zgodovini.

## Otroške pesmi
Otroške in mladinske pesmi je objavljal v Cicibanu (v letih od 1948 do 1955) in Pionirju (od 1950 do 1966). 1962 je izšla njegova otroška pesniška zbirka Sonce v knjigi.
Hčerki za četrti rojstni dan
V pesmi izraža svojo ljubezen do hčerke. V središču je pesnikovo navdušenje nad hčerkinim znanjem in zavest, da ga prehiteva, zato ji svetuje, naj hiti bolj počasi. Hkrati ji izreka voščilo za rojstni dan.
Na počitnice
Tema pesmi je otroška igra: »kako je v teh pasjih dneh zrak vroč in kako radi v takih dneh možgani pozaspe in tako, kot otrokom tudi knjigam rado na otročje gre.«
Ah
Otrok toži, kako so grdi z njim, ko ga podijo spat, in kako je to preneumno, da ljudje sploh spijo. Potem nadaljuje, da so še grši z njim, kadar ga budijo. Tako bi otrok vse dal, da ga vsaj enkrat v miru pustijo.
Jesen
... se vsa vesela obarva: »tu rdeča, tam rumena ... spet drugje črna, modra, višnjeva, srebrna, pozlačena, posrebrena«
Polžek Dolgorog
Tema je narobe svet: miška kuha kašo, muha znaša med, »osel Dolgouhec moder je za tri, pajek Suhec korenjak se zdi«
Ledena svatba
Pesnik se svojega otroštva na podeželju rad spominja in iz njega v veliki meri črpa motive. Živali so poosebljene: »tjulenj prikrmari, beli medved se privali, prileti rod pingvinov v črnih frakih do peta«
Slovo od počitnic
Otroci se vračajo med šolske klopi. Seveda je pri tem »vsak leto starejši in vsaj za pol glave modrejši, večji in bolj zrel«.

### Pesniške zbirke
- V vzponu mladosti (1949) (COBISS)
- Cvet pelina (1962) (COBISS)
- Sonce v knjigi (1962) (COBISS)
- Med iskalci biserov (1964) (COBISS)
- Umrite, mrtvi (1965) (COBISS)
- Noč, daljša od upanja (1966) (COBISS)
- Krik (izbrane pesmi, 1968) (COBISS)
- Vdanost (1970) (COBISS)
- Predlogi (1971) (COBISS)
- Izbrane pesmi, ur. Josip Vidmar (1971) (COBISS)
- Brinje - Na Strugi most (Pesniški list, 1973) (COBISS)
- Nekje tam čisto na robu (1975) (COBISS)
- Pesmi (skupaj z Minattijem in Menartom, ur. Janko Kos, 1977) (COBISS)
- Sporočilo (1978) (COBISS)
- Poldan (1980) (COBISS)
- Romanje v Kelmorajn (1986) (COBISS)
- Klinopisi (1988) (COBISS)
- Pacem in Terris (1990) (COBISS)
- Hvala ti, življenje (1991) (COBISS)
- Tu in onstran (1993) (COBISS)

### Daljši pesnitvi
- Ponočna potnica (pravljica v verzih) (1955) (COBISS)
- Prišel je lev (pravljica v verzih) (1990) (COBISS)

## Nagrade
- nagrada Prešernovega sklada leta 1963
- Prešernova nagrada leta 1977 za pesniško zbirko Nekje tam čisto na robu
- dve Levstikovi nagradi v šestdesetih letih in leta 1991